# Linnaemya concavicornis
Linnaemya concavicornis là một loài ruồi trong họ Tachinidae.